# Sindrome alfa-gal
La sindrome (o allergia o sensibilizzazione) alfa-gal, detta anche allergia alla carne rossa, è una condizione allergica grave, potenzialmente pericolosa per la vita, che coinvolge una risposta anticorpale IgE-mediata, al disaccaride galattosio-α-1,3-galattosio (α-gal).
La sua classificazione come sindrome viene proposta sulla base della sua rilevanza clinica in tre diversi ambiti dell'allergia: alimentare, ai farmaci e alle punture di zecca.
Si manifesta in 2 forme cliniche distinte: ipersensibilità immediata, entro 1 ora, tipicamente da farmaci e una ipersensibilità ritardata, da 2 a 8 ore, tipicamente da ingestione di carni rosse (intese come carni di mammiferi non primati). Come allergia alimentare, il fenomeno dell'insorgenza ritardata di varie ore dopo l'ingestione di carne di mammifero è considerato patognomonico per la sindrome alfa-gal.
Chiaramente identificata solo agli inizi degli anni 2000, si può manifestare con eruzioni cutanee, orticaria, nausea o vomito, difficoltà di respirazione, calo della pressione sanguigna, vertigini o sincope e forte dolore allo stomaco. Molti casi di anafilassi idiopatica possono ora essere attribuiti alla sindrome alfa-gal.
La sensibilizzazione all'α-Gal è associata ai morsi di ectoparassiti come alcune specie di zecche, ma anche a punture di imenotteri e altri ectoparassiti o endoparassiti che possono essere in grado di sensibilizzare le persone all'α-Gal.
Le allergie alfa-gal sono le prime allergie alimentari conosciute che presentano la possibilità di anafilassi ritardata. Sono anche le prime allergie alimentari conosciute associate a un singolo carboidrato, piuttosto che a una proteina o a una glicoproteina, anche se sarebbe meglio pensare a questi oligosaccaridi come apteni visto che possono essere espressi su proteine di più specie diverse. Inoltre, nel caso dell'α-Gal, l'epitopo dell'anticorpo IgE può essere espresso anche su uno scheletro lipidico.

## Storia
Nel 1989 Sandra Latimer descrisse dieci casi di reazioni ritardate dopo l'assunzione di carne di mammifero e osservò la correlazione con un morso di zecca avvenuto settimane o mesi prima del primo episodio. Questa case history presentata da Antony Deutsch nel 1991 non ebbe seguito fino al 2006 quando alcuni ricercatori australiani discussero in un abstract congressuale di 25 pazienti con reazioni ritardate dopo l'assunzione di carne rossa. Lo studio australiano ipotizzava una sensibilizzazione alle proteine salivali delle zecche responsabili della paralisi da zecca. Solo dopo l'introduzione del cetuximab nel trattamento di alcune neoplasie emerse una maggiore incidenza di reazioni di ipersensibilità al farmaco in pazienti provenienti da zone infestate dalla zecca, stella solitaria, Amblyomma americanum.
Dopo il 2008 alcuni studi identificarono le IgE specifiche verso l'α-Gal presente nel cetuximab e la loro responsabilità nella reazione ritardata all'ingestione della carne rossa.
Nel 2013 ricercatori svedesi individuarono l'α-Gal nella saliva delle comuni zecche europee: Ixodes ricinus.
Nel 2020, la Food and Drug Administration statunitense ha approvato la modifica genetica dei maiali in modo che non producano zuccheri alfa-gal. I maiali sviluppati con il marchio GalSafe possono essere mangiati in sicurezza da persone con allergia alfa-gal. Possono anche produrre farmaci sicuri per l'alfa-gal, e i loro organi possono essere utilizzati anche per gli xenotrapianti.

## Epidemiologia
Al momento non sono disponibili stime sulla prevalenza globale della sindrome alfa-gal. Tuttavia, casi di sindrome alfa-gal, sia autodenunciati che diagnosticati dal medico, sono stati descritti in tutto il mondo, tra cui America settentrionale, centrale e meridionale, Europa, Africa meridionale e occidentale, Asia orientale e meridionale, Australia e Nuova Zelanda.
Non è chiaro esattamente quale percentuale di individui sensibilizzati manifesti sintomi allergici dopo aver mangiato carne di mammiferi. Commins e Platts-Mills hanno stimato che circa il 10% degli individui con anticorpi α-Gal rilevabili possono presentare un'allergia alla carne rossa. La prevalenza di IgE verso α-Gal tra gli adulti danesi e spagnoli è stata stimata rispettivamente al 5,5% e 8,1%. Sulla base di un sondaggio condotto su 1 000 americani, il 7,7% ha riportato una storia di reazione anafilattica, con una stima che il 5,1% di quella popolazione abbia avuto "anafilassi probabile" e l'1,6% anafilassi "molto probabile".
Nelle diverse manifestazioni della sindrome alfa-gal: come reazione allergica ad alcuni farmaci, al morso di alcune specie di zecche o all'ingestione di carne rossa e suoi derivati; una volta identificata, è stata segnalata con sempre maggiore frequenza soprattutto come allergia alimentare.
La sindrome alfa-gal è stata segnalata in più di 20 paesi di tutti e sei i continenti in cui gli esseri umani vengono morsi dalle zecche, con una evidente correlazione con i territori e le professioni con un più alto rischio di essere morsi da zecche. Le temperature in aumento e la disponibilità di animali ospiti favoriscono la continua espansione dell'areale delle zecche. E stata rilevata anche una correlazione negativa con il gruppo sanguigno B e AB, a cui si attribuisce una potenziale azione protettiva verso l'allergia alfa-gal, dovuta presumibilmente a una certa somiglianza molecolare tra l'antigene B e l''α-Gal. Tutti gli individui sani sono in grado di produrre anticorpi contro α-Gal indipendentemente dal gruppo sanguigno. Tuttavia, vari studi hanno dimostrato che i livelli di anticorpi anti-α-Gal sono più bassi nei soggetti con antigene sanguigno B.

## Eziopatogenesi
L'allergia alfa-gal è una reazione al carboidrato galattosio-α-1,3-galattosio (α-Gal), per cui il corpo reagisce con IgE. L'α-Gal è un componente comune nelle strutture dei glicani dei mammiferi, ma c'è un'importante eccezione dovuta a un evento evolutivo unico avvenuto circa 20-28 milioni di anni fa: nelle scimmie ancestrali del Vecchio Mondo, il gene per l'enzima α-1,3-galattosiltransferasi, essenziale per la sintesi dell'α-Gal, era inattivato. Oggi la molecola α-Gal si trova in tutti i mammiferi tranne i catarrhini (scimmie del Vecchio Mondo), il ramo tassonomico che include anche gli esseri umani e questa struttura è altamente immunogenica per loro.
Alla fine degli anni '80, l'immunologia dei trapianti aveva già identificato gli anticorpi naturali anti-α-Gal, come isotipi IgG, IgM e IgA, come gli anticorpi più abbondanti nell'uomo. L'Anti-α-Gal è un anticorpo naturale umano che interagisce specificamente con la struttura dei carboidrati dei mammiferi galattosio-α-1,3-galattosio-beta-1,4-GlcNAc-R (l'epitopo alfa-galattosile).
L'ingestione di cibi contenenti α-Gal non è sufficiente da sola a produrre sensibilizzazione. L'intero meccanismo patogenetico che intercorre tra il morso di zecca, l'inoculazione dell'α-Gal nell'uomo, la produzione di IgE specifiche verso l'α-Gal (sIgE-α-Gal) e la successiva reazione allergica non è ancora del tutto delineato. Esistono diverse ipotesi su come l'α-Gal sia presente nella saliva delle zecche.
L'insorgenza dei sintomi clinici nell'allergia alla carne associata ad α-Gal corrisponde all'attivazione dei basofili, il che implica che coincide con la comparsa dell'antigene nel flusso sanguigno.
Una possibile spiegazione del ritardo di diverse ore nell'espressione clinica della reazione allergica all'α-Gal, nonostante questa sia di tipo IgE mediato, riguarda la lenta tempistica fisiologicamente necessaria per l'assorbimento dei lipidi nel sistema linfatico, previo il loro confezionamento in chilomicroni. Nelle 2-4 ore successive i chilomicroni, penetrati nel circuito linfatico e nella circolazione sistemica, riducono la loro dimensione da 400/600 nm a 20/80 nm di diametro. Con queste dimensioni le particelle riescono ad attraversare agevolmente il tessuto interstiziale della cute o delle pareti arteriose e ad attivare i mastociti tissutali e i basofili. Si attiva allora la loro degranulazione e la reazione IgE mediata. Il tempo necessario per questi processi può spiegare il ritardo nella comparsa dei sintomi nella sindrome alfa-gal dall'ingestione. Il ritardo può essere anche molto inferiore ingerendo interiora, frattaglie, reni di mammiferi probabilmente anche per la presenza di α-Gal sulle glicoproteine laminina γ-1 e sulla catena del collagene α1 (VI)
La presenza di alcuni cofattori, come il consumo di alcol o l'esercizio fisico fanno ipotizzare una qualche analogia con i fattori patogenetici dell'anafilassi esercizio indotta cibo-dipendente (FDEIA).

## Clinica

### Segni e sintomi
Una tipica reazione allergica all'α-Gal ha un esordio ritardato, che si verifica 3-8 ore dopo il consumo di prodotti a base di carne di mammiferi, in contrasto con la tipica insorgenza rapida della maggior parte delle allergie alimentari. Dopo l'esordio ritardato, la risposta allergica è come la maggior parte delle allergie alimentari, e in particolare, essendo un'allergia IgE-mediata, comprende un forte prurito su tutto il corpo, orticaria, angioedema, disturbi gastrointestinali e possibile anafilassi. Nel 70% dei casi la reazione è accompagnata da distress respiratorio e come tale è particolarmente dannosa per chi soffre di asma. Tuttavia, non tutte le esposizioni all'α-Gal provocano reazioni allergiche in alcune persone sensibilizzate.
I sintomi più comuni sono:
- Edema di varie parti del corpo, come labbra, viso, gola e lingua
- Orticaria e prurito, desquamazione cutanea
- Respiro sibilante o affannoso
- Naso che cola, starnuti
- Dolore allo stomaco, diarrea, vomito, nausea
- Mal di testa

La sindrome alfa-gal può anche causare anafilassi con sintomi quali:
- Costrizione delle vie aeree ed edema della lingua o della gola, con conseguente sibilo o difficoltà respiratoria
- Vertigini, svenimento
- Nausea, vomito, diarrea
- Reazioni cutanee quali prurito, orticaria e cute arrossata o pallida
- Pressione arteriosa bassa, polso debole e tachicardia

## Diagnosi
La diagnosi si basa sulla storia clinica e sui test allergologici (test cutanei, test in vitro, test di provocazione orale). Un tradizionale test di sensibilizzazione cutanea (prick test) per l'allergia alla carne può dare una risposta falsa negativa. È disponibile in commercio la determinazione delle IgE specifiche mediante il test alfa-gal, così come il test delle IgE specifiche per le carni rosse. I test di attivazione cutanea e dei basofili con cetuximab sono i più sensibili, ma i costi elevati ne limitano l'uso.

### Diagnosi differenziale
La diagnosi differenziale si pone per le allergie alle proteine della carne (albumina, actina, mioglobina, immunoglobulina)  come per la reattività crociata alle proteine della forfora di gatto nella sindrome maiale-gatto.
I sintomi della sindrome alfa-gal possono essere molto simili a quelli della sindrome dell'intestino irritabile.

## Prognosi
Non esiste una cura per l'allergia alfa-gal; la principale forma di gestione è l'astensione dalla carne rossa e da altri prodotti di mammiferi, se necessario. Se un individuo allergico che manifesta solo sintomi relativamente lievi consuma un alimento contenente α-Gal, il trattamento con antistaminici può essere accettabile. A differenza della maggior parte delle allergie alimentari, in alcune persone l'allergia alfa-gal può regredire nel tempo, dopo 1 o 2 anni.

## Profilassi
Le punture di zecca possono essere prevenute trattando indumenti e attrezzature con prodotti contenenti lo 0,5% di permetrina ed evitando le aree abitate dalle zecche. 

### Desensibilizzazione
Sono stati condotti con successo percorsi di desensibilizzazione su pazienti sensibilizzati all'α-Gal. Tuttavia, ulteriori studi per la definizione della dose terapeutica e studi randomizzati e controllati con placebo per valutare la sicurezza e l'efficacia di tale trattamento in popolazioni più ampie di partecipanti con la sindrome alfa-gal sono fondamentali e necessari prima dell'implementazione nel contesto clinico.